# 마르틴시쿠로
마르틴시쿠로(이탈리아어: Martinsicuro)는 이탈리아 아브루초주 테라모도에 위치한 코무네다. 트론토강 하구 오른쪽에 위치해있다.

## 역사
이 지역중에 트론토강(Tronto)이 내려다보이는 언덕에서 청동기 시대 거주지의 흔적이 발견되었다. 강의 하구에는 고대 로마 행정구역인 피케눔 지방의 일부로서 대 플리니우스에게서 언급되었으며 리부르니족들에게서 기원을 한 트루엔툼(Truentum)이라는 도시가 존재하였다. 로마에게 정복당한 기원전 3세기 이후에, 무니키피움이 되었고 나중에는 살라리아 가도와 연결이 되기도 하였다.
5세기에는 기독교 주교 관할구가 되었다. 580년에 페르모가 멸망한것에 뒤를 이어 랑고바르드인들에게 정복당하였고, 그 이후 수세기 동안에 수 많은 거주민들이 본토의 다른 곳으로 이주를 갔다. 16세기에 스페인인들이 이곳에 두 개의 경비탑을 세웠다.

## 주요 관광지
- 카를 5세 탑(1547년): 2009년 이후로 고고학 박물관으로 쓰임

## 자매 도시
- 스페인 푸에르토데라크루스
- 헝가리 머코